# Oral Bee
Oral Bee, pseudonimo di Anders Kranmo Smedstad (24 marzo 1979), è un rapper norvegese.

## Biografia
Oral Bee ha ottenuto il suo primo ingresso nella VG-lista con l'album in studio d'esordio Sånn vi putter det ned, progetto che ha esordito al 38º posto della classifica. Ha in seguito pubblicato diversi LP, tra cui quello più recente Effektive Playaz (2024).
La IFPI Norge gli ha assegnato tre dischi di platino e uno d'oro, equivalenti a 210 000 unità certificate in singoli.

## Discografia

### Album in studio
- 2001 – Sånn vi putter det ned
- 2005 – Still putter det ned
- 2009 – Putter det ned as usual
- 2015 – Putter det ned 4ever
- 2016 – Pimpguden befalte meg til det
- 2017 – Den hellige treenigheten
- 2019 – Velsignet
- 2020 – Pappa vs. Playa
- 2020 – Brus Bangers
- 2020 – Brus Bangers 2
- 2020 – Julebrus Bangers
- 2021 – Lojal mot spillet
- 2024 – Effektive Playaz (con J-Zino)

### EP
- 2012 – For gangsta for din radio EP (con Soul Theory)

### Mixtape
- 2012 – Bangers på toppen av bangers
- 2015 – Smashes på toppen av smashes

### Singoli
- 2010 – Young Høyre
- 2014 – Sommertider (con Kholebeatz)
- 2014 – Tour de freezy (feat. Mr. Pimp-Lotion)
- 2014 – Tennis (con Mr. Pimp-Lotion feat. Bosko)
- 2014 – Jumanji (feat. Mr. Pimp-Lotion)
- 2014 – Tvunget til å bawle (feat. Mr. Pimp-Lotion)
- 2016 – Fuck Fridtjof
- 2017 – Høyt over Oslo (con Morgan Sulele)
- 2017 – Steinar er tilbake (con Mr. Pimp-Lotion)
- 2018 – Stay Fruity
- 2018 – Tilbake med et bang (con Mr. Pimp-Lotion e Vin og Rap)
- 2018 – Det regner alltid i Bergen (con Morgan Sulele)
- 2018 – Begynte på bunnen (con Mr. Pimp-Lotion feat. Didrik Solli-Tangen)
- 2018 – Penger renner inn
- 2019 – Ensom
- 2019 – Den breiale stilen 4 (con Mr. Pimp-Lotion)
- 2019 – Vokste opp på 2Pac
- 2019 – Fyre 2019 (con Mr. Pimp-Lotion)
- 2019 – Tenker tilbake/Mitt type party (con Maya Vik)
- 2019 – Sommer'n for meg (con Mr. Pimp-Lotion e Big Ice)
- 2019 – Peach Canei (con Mr. Pimp-Lotion)
- 2019 – Sommer'n er ikke over (feat. Maya Vik)
- 2019 – Hva er i Safen? (con Mr. Pimp-Lotion e Lilli Bendriss Lotionbanden)
- 2019 – Hver weekend (con Mr. Pimp-Lotion)
- 2019 – 1000 Watt (con Splash Bros e Chris Lie)
- 2019 – Beezybaby (feat. Zarah J)
- 2020 – Ingen spøk
- 2020 – Macho (con Emil Solli-Tangen e Mr. Pimp-Lotion)
- 2020 – Min balkong (con Robin og Bugge)
- 2020 – Sengetøy av gull (con Unge Picasso)
- 2020 – A La Capri (con Mr. Pimp-Lotion)
- 2020 – Clean Sprite
- 2020 – Tjent noen mill på pant (con Kholebeatz)
- 2020 – Slurper på importen
- 2020 – 1814's
- 2020 – Brus Bumps (con Linda Vincent)
- 2020 – Maske hele Jula (con Mr. Pimp-Lotion ed Emil Solli-Tangen)
- 2020 – Faller som snø (con Mr. Pimp-Lotion feat. Morgan Sulele)
- 2021 – Dobermann (con Eggi)
- 2021 – Linker opp (con Mr. Pimp-Lotion feat. Bosko)
- 2021 – Da vi var kids (con Mr. Pimp-Lotion feat. Zarah J)
- 2021 – Sommer'n du ble min (con Emil Solli-Tangen e Mr. Pimp-Lotion)
- 2021 – Boomerang (feat. Eben Jr.)
- 2021 – Oh Snap!
- 2021 – Lenge siden sist (con Mr. Pimp-Lotion)
- 2021 – Lojal mot spillet (con Mr. Pimp-Lotion)
- 2022 – Champion (con Emil Solli-Tangen e Mr. Pimp-Lotion)
- 2022 – Min hustle (feat. J-Zino & Avgvstvs)
- 2022 – Sommerkjole (con Slam Dunk)
- 2022 – Ta det rolig (con Big Ice feat. Ta det rolig-kidsa)
- 2022 – Ruller i Baris (con Mr. Pimp-Lotion)
- 2022 – Eyez on the Road (con Big Ice, Mitchy Slick e Butch Cassidy)
- 2023 – 125 Bars (con Dividizzl, Keem One, Lupae Filius, Bando, Damien, A-R0n e Gaaseby)
- 2023 – Sulten (con Rasmus Thall)
- 2023 – Ruller fortsatt (con J-Zino)
- 2023 – Jet Set (con Mr. Pimp-Lotion e Kholebeatz)
- 2023 – Real eller fake (con Tina & Bettina)
- 2023 – Young Høyre 2023 (con Mr. Pimp-Lotion)
- 2023 – Next to You (con Baby Bash e Splash Bros)
- 2023 – Fant min groove (con Kate Gulbrandsen)
- 2023 – Den breiale milen (con Mr. Pimp-Lotion e Tripple O.G. Otherm feat. Big Ice)
- 2023 – Penger er lættis (con Meludo)
- 2023 – Blikket på deg (con Bob Dalton)
- 2024 – Føler det på meg (con J-Zino)
- 2024 – City on Lock (con Mr. Pimp-Lotion feat. Markus Neby & Chris Lie)
- 2024 – Lady of the Night (con Splash Bros e Kholebeatz)
- 2024 – Switcher Lanes (con Big Ice, Playa J e Mr. Pimp-Lotion)
- 2024 – Ringer når jeg toucher ned (con J-Zino)
- 2024 – Gold Diggers/Jeg, meg selv og meg (con Mr. Pimp-Lotion)
- 2024 – Catwalk (con J-Zino e Mr. Pimp-Lotion)